# Крупночешуйная двухлинейная макрель
 Крупночешуйная двухлинейная макрель (лат. Grammatorcynus bicarinatus) — вид лучепёрых рыб семейства скумбриевых. Пелагические рыбы. Максимальная длина тела 110 см. Распространены у берегов Австралии.

## Описание
Тело вытянутое, несколько сжато с боков, покрыто мелкой циклоидной чешуёй. Корсет из щитков в передней части тела отсутствует. Рот небольшой, край верхней челюсти доходит до вертикали, проходящей через середину глаза. Глаза небольшие, их диаметр составляет 3,1—4,6 % от общей длины тела. На обеих челюстях по 20—30 мелких тонких зубов конической формы, расположенных в один ряд. Есть мелкие зубы на нёбных костях, сошнике и языке. На первой жаберной дуге 14—15 жаберных тычинок. Два  спинных плавника разделены небольшим промежутком. В первом спинном плавнике 11—13 колючих лучей, а во втором 10—12 мягких лучей. Позади второго спинного и анального плавников пролегает ряд из 6—7 мелких дополнительных плавничков. Грудные плавники короткие, с 21—24 мягкими лучами. Брюшной межплавниковый отросток маленький и нераздвоенный. В анальном плавнике 11—13 мягких лучей. По обе стороны хвостового стебля пролегает длинный медиальный киль и 2 небольших киля по бокам от него ближе к хвостовому плавнику. Количество позвонков 31, из которых 17 в хвостовом отделе позвоночника. Две боковые линии. Первая тянется от жаберной крышки до киля на хвостовом стебле. Вторая начинается за грудными плавниками от первой боковой линии на уровне третьего шипа спинного плавника, идёт вдоль брюха и соединяется с первой на уровне последнего дополнительного плавничка. Плавательный пузырь есть. Верхняя часть тела голубовато-зелёного цвета с металлическим оттенком. Брюхо серебристо-белое с золотистым оттенком. Вдоль брюшной стороны тела проходит ряд мелких чёрных точек .
Максимальная длина тела 112 см, обычно до 50 см; масса тела до 13,5 кг.

## Биология
Крупночешуйные двухлинейные макрели — морские пелагические рыбы. Обитают вблизи коралловых рифов на глубине 15—50 м. Образуют большие стаи.
Питаются ракообразными и рыбами. Во время прилива подходят на мелководье, где охотятся на сельдевых, которые концентрируются в данном месте.

## Ареал
Распространены в прибрежных водах Австралии. От севера Австралии вдоль западного побережья до залива Шарк (залив) в Западной Австралии. Вдоль восточного побережья у берегов Квинсленда до Нового Южного Уэльса. Изредка встречаются в водах Папуа — Новая Гвинея.